# Битва при Карпио
23 ноября 1809 года в Карпио, неподалеку от Медина-дель-Кампо, Вальядолид, состоялась битва при Карпио или битва при Эль-Карпио, в которой сразились испанское войско в 19 тыс. человек под командованием генерал-лейтенанта Диего де Каньяс-и-Портокарреро, герцога дель-Парко, и французское войско в 10 тыс. пехотинцев и 1,7 тыс. кавалеристов под командованием генерала Франсуа Этьенна де Келлермана. Битва произошла во время Пиренейских войн, являющихся частью наполеоновских войн. Французские войска потерпели поражение и были вынуждены покинуть город. В этом сражении погибли два выдающихся испанских лидера, Сальвадор де Молина и полковник Хуан Дримголд.

## Предыстория
Во время наступления на Мадрид сразу с двух сторон дель-Парко возглавил северную армию. Поначалу он действовал достаточно успешно, оттесняя Жана Габриэля Маршана и его 6-й корпус. Затем последовал разгром южной армии в битве при Оканье. Историк Дэвид Гейтс писал:
Маршан снова оставил Саламанку врагу и отступил к Дуэро, объединившись с colonne mobile Келлермана, которая спешила к нему на помощь, в Медина-дель-Кампо. Однако после нескольких небольших стычек дель-Парко узнал о débâcle при Оканье, и поняв, что теперь войска Жозефа смогут беспрепятственно концентрироваться против него, немедленно начал отступать к святилищу в sierras.
Келлерман и Маршан догнали дель-Парко и 26 ноября 1809 года в битве при Альба-де-Тормес нанесли испанской армии жестокое поражение.